# Банківське право
Банківське право — це сукупність правових норм, що регулюють організацію і діяльність банків та інших фінансово-кредитних установ, їх взаємовідносини з клієнтурою та між собою, порядок здійснення банківських операцій, надання послуг згідно з чинним законодавством України, забезпечення функціонування і розвитку банківської системи.
Банківські правовідносини – це врегульовані нормами банківського права та нормами суміжних галузей права (зокрема, цивільного та фінансового права) правничі  відносини вкладників з банком та її інституціями, які виникають у сфері банківської діяльності, а саме здійснення операцій щодо приймання вкладів (депозитів) від юридичних та фізичних осіб, відкриття та ведення поточних рахунків клієнтів і банків-кореспондентів, а також здійснення інших операцій на підставі виданої Національним банком України ліцензії або окремого дозволу та у сфері  управління банківською системою та взаємовідносин банку з іншими державними органами і міжнародними організаціями.
Банківські послуги – система законодавчо визначених дій банку за згоди клієнта для задоволення його фінансових інтересів, зокрема  відкриття та ведення поточних (розрахункових, кореспондентських) рахунків клієнтів, здійснення платежів з урахуванням Закону України "Про платіжні послуги", надання фізичним та юридичним особам послуг з торгівлі валютними цінностями у готівковій формі та безготівковій формі з одночасним зарахуванням валютних цінностей на їхні рахунки відповідно до Закону України "Про валюту і валютні операції",  надання  інших фінансових послуги (крім послуг у сфері страхування) як у національній, так і в іноземній валюті.